# Sciurus yucatanensis
Sciurus yucatanensis (Вивірка юкатанська) — вид ссавців, гризунів родини Вивіркових (Sciuridae). 

## Поширення
Країни поширення: Беліз, Гватемала, Мексика. Зустрічається від низовини до 750 м. Населяє листяні і вічнозелені ліси, напівпосушливі сосново-дубові ліси, ліси другого зростання.

## Підвиди
S. y. yucatanensis (J. A. Allen, 1877)

S. y. baliolus (Nelson, 1901)

S. y. phaeopus (Goodwin, 1932)

## Морфологія
Розрізнення. Протягом усього свого діапазону поширення S. yucatanensis симпатричний з Sciurus deppei й обидва знаходяться в аналогічних місцепроживання, але S. deppei набагато менший (загальна довжина S. deppei це 343-387 мм в порівнянні з 450-500 мм для S. yucatanensis. S. yucatanensis також симпатричних з Sciurus aureogaster, але череп S. yucatanensis становить <57,3 мм в довжину, а череп S. aureogaster > 57,3 мм. Ареалами S. yucatanensis і S. aureogaster перекриваються трохи в низинах східного Табаско, Мексика. 
Опис. Sciurus yucatanensis — середніх розмірів, темнозабарвлений вид із відносно довгим хвостом. Верх тіла сивувато-чорний і сірий з домішкою вохрового чи бурого. Низ тіла від брудно білого через сиво-жовтувато-сірий до чорного. Зверху хвіст чорний з білизною. Знизу хвіст має серединну смугу тьмяного сіро-бурого чи чорного кольору, обрамлену чорним. Китиці вух брудно-білі. Зубна формула: I 1/1, C 0/0, P 2/1, M 3/3 = 22. 

## Поведінка
Вид денний і в основному деревний, найактивніший рано вранці. Гнізда з листя і гілок будує на гілках. Їсть м'які фрукти, горіхи та насіння, а коли ці продукти недоступні, він переходить на квіти, бруньки і пагони. Самиці народжують під час сухого сезону (з квітня по серпень) і у виводку від 2 до 3 малюків.

## Загрози та охорона
Нема серйозних загроз. Хоча це і не вважається серйозною загрозою нині, але місця проживання цього виду підлягають фрагментації. Цей вид зустрічається в кількох охоронних територіях.